# Moskvas högre befälsskola (militärhögskola)
Moskvas högre befälsskola, grundad 1917, har till uppgift att ge grundläggande officersutbildning inom området personalledning och grundläggande utbildning av specialistofficerare (прапорщики) inom området tekniskt underhåll.

## Officersutbildning
Officersutbildningen är försvarsgrensövergripande och tar fem år. Den avslutas med en yrkesexamen inom ämnesområdet personalledning.

## Specialistofficersutbildning
Specialistofficersutbildningen, som tar 2 år och 10 månader, avslutas med en teknikerexamen inom ämnesområdet "Fordonstekniskt underhåll och reparationer".